# Pedro Miranda (ingeniero español)
Pedro Miranda (19 de agosto de 1808-17 de diciembre de 1858) fue un ingeniero y contratista español, subsecretario de la Gobernación y director de Obras Públicas. Miembro de la Real Academia de las Ciencias Exactas, Físicas y Naturales.

## Biografía
Pedro Miranda comienza sus estudios en la Escuela de Ingenieros de Caminos en 1821. Sus estudios se interrumpieron por la llegada de los Cien mil hijos de san luis marchó a París a acabar los estudios hasta 1830.
En 1840 Se le nombra Subsecretario del Ministerio de la Gobernación al año siguiente se le nombra director general de Caminos, Canales y Puertos organizó los distritos de obras públicas y estableció las bases de las actuaciones a desarrollar posteriormente
En 1844 cesa como director general siendo sustituido por Manuel Varela y Limia, y se convierte en uno de los primeros contratistas de obras públicas de España.

## Obras

### Puente Colgado de Aranjuez

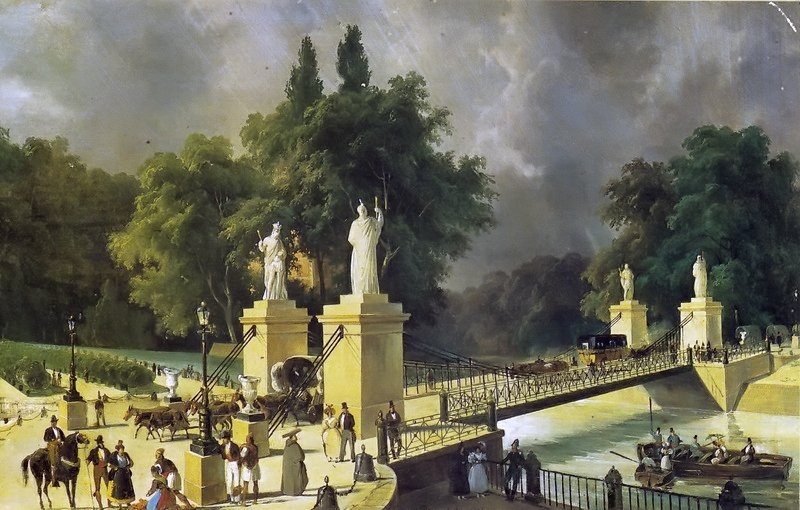
Puente Colgado of Aranjuez in 1834 by Pharamond Blanchard

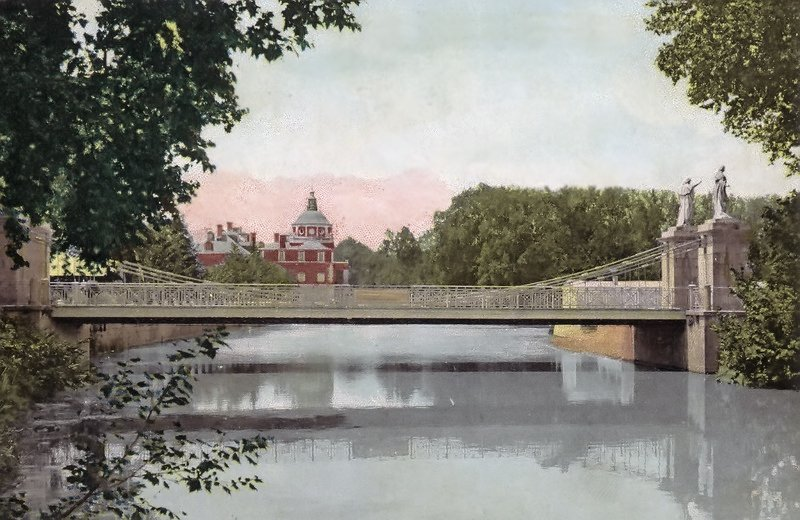
Puente Colgante of Aranjuez in 1830 by Fernando Bambrila
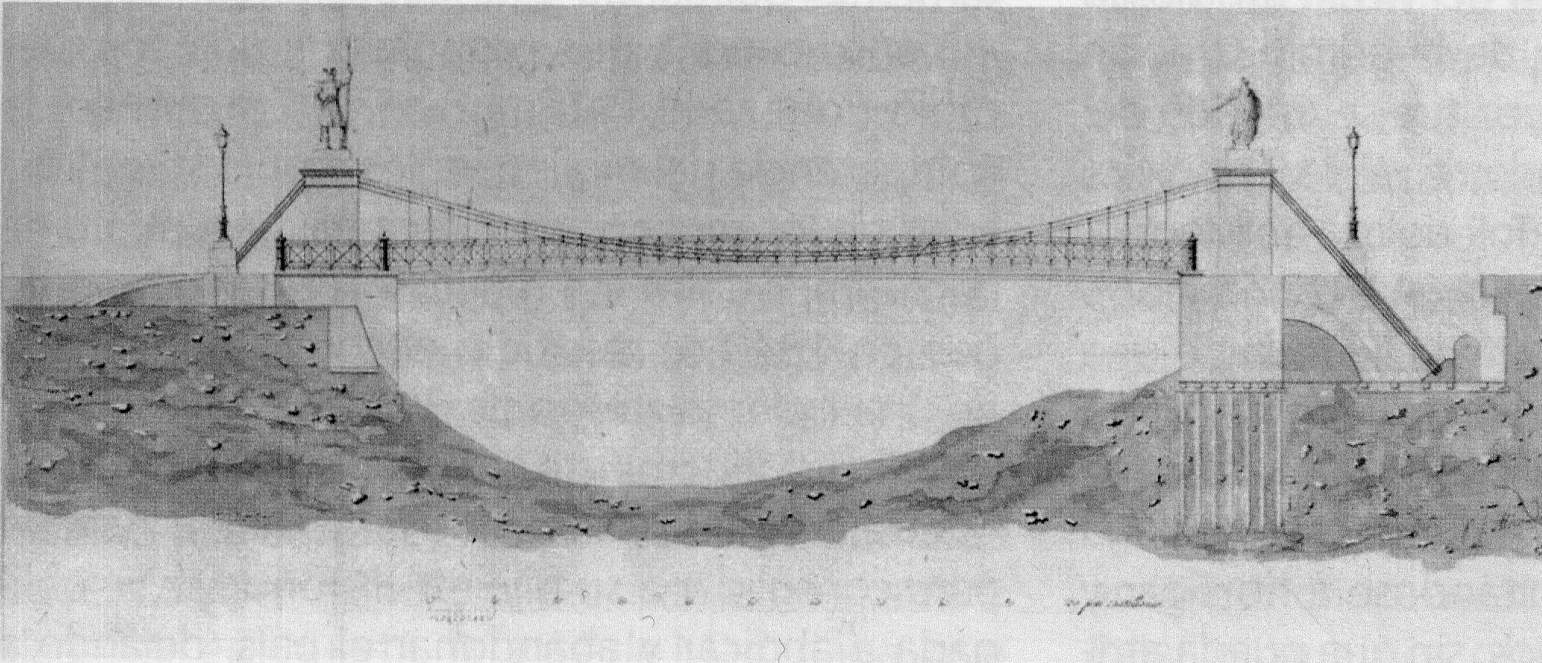
Section of the Puente Colgado